# Platyzoa
I Platyzoa sono un gruppo o clade di animali protostomi proposto da Thomas Cavalier-Smith nel 1998. Cavalier-Smith incluse nel clade Platyzoa il Phylum Platyhelminthes e un nuovo phylum, gli Gnathifera, che prima erano descritti in molteplici phyla di microscopici animali. Susseguenti studi hanno supportato questa suddivisione che contempla i Platyzoa come un clade, un gruppo monofiletico di organismi con un comune progenitore, mentre differiscono dai phyla inclusi che sono in relazione col clade Platyzoa.
Questo clade raggruppa animali che appartenevano a diverse (obsolete) suddivisioni tassonomiche: alcuni phyla erano parte degli Acelomati ed altri degli  Pseudocelomati.

## Classificazione
- Phylum Platyhelminthes (Platelminti o Vermi piatti): 
  - Turbellaria (Turbellari)
  - Monogenea (Monogenei)
  - Trematoda (Trematodi)
  - Cestoda (Cestodi o Cestoidei)
- Phylum Gastrotricha (Gastrotrichi)
- Phylum Cycliophora
- Gnathifera:
  - Phylum Rotifera (Rotiferi) 
    - Seisonoidea (Seisonoidi)
    - Bdelloidea (Bdelloidi)
    - Monogononta (Monogononti)

  - Phylum Acanthocephala (Acantocefali)
    - Archiacanthocephala (Archiacanthocefali)
    - Palaeacanthocephala (Palaeacanthocefali)
    - Eoacanthocephala (Eoacanthocefali)

  - Phylum Gnathostomulida (Gnatostomulidi)
  - Phylum Micrognathozoa